# Султанов, Гамид Гасан оглы
Гамид Гасан оглы Султанов (азерб. Həmid Həsən oğlu Sultanov; 26 мая 1889 — 1938) — советский азербайджанский партийный и государственный деятель, народный комиссар внутренних дел Азербайджанской ССР (1920—1921), председатель СНК Нахичеванской АССР (1925—1929).

## Биография
Гамид Султанов родился 26 мая 1889 года в селении Шиных-Айрум Казахского уезда. Осенью 1906 года Султанов переехал в Баку, где устроился на работу подручным слесаря на балаханских нефтяных промыслах. С 1907 года — член РСДРП(б). В 1913 году он окончил Лейпцигский политехнический институт, после чего вернулся в Баку. Был одним из активных участников всеобщей забастовки бакинских рабочих летом 1914 года. В 1917 году Султанов стал членом ЦК организации Гуммет, а с декабря того же года — членом исполкома Бакинского совета. В 1918 году ответственный секретарь Центрального штаба Красной гвардии, член ВРК Баку, уполномоченный Бакинского СНК и заместитель председателя исполкома Советов крестьянских депутатов Бакинского уезда. После падения советской власти в Азербайджане, Гамид Султанов перебрался в Астрахань, где в августе стал председателем мусульманского бюро при Астраханском губкоме РКП(б).
Летом 1919 года вместе с Буниатзаде и Нанейшивили он был направлен в Закавказье на подпольную работу. С февраля 1920 года — член ЦК Азербайджанской КП(б) и Центрального военно-боевого штаба при Бакинском бюро Кавказского крайкома РКП(б).

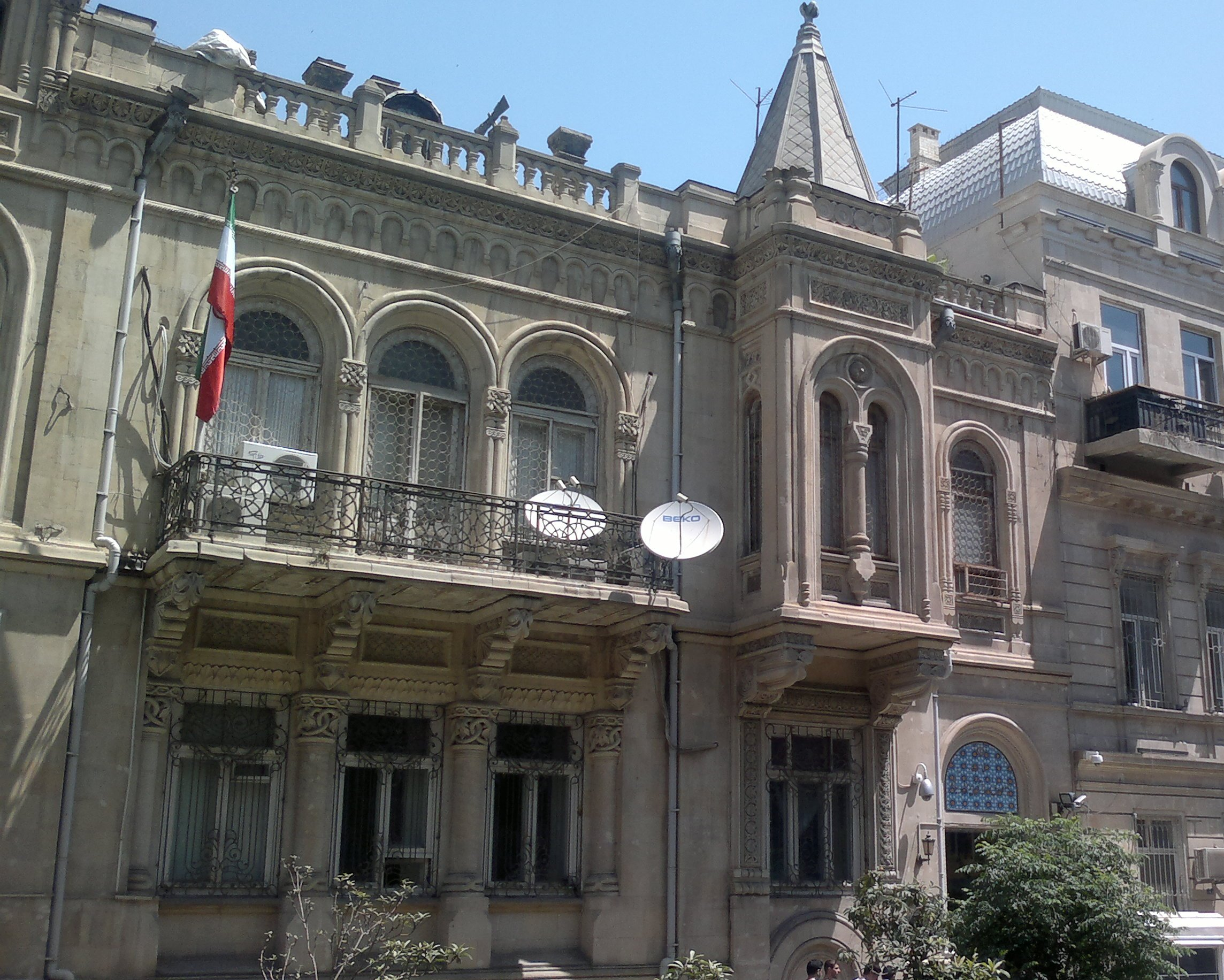
Дом в Баку, в котором жил Гамид Султанов

28 апреля 1920 года правительство Азербайджанской Демократической Республики было свергнуто в результате переворота, организованного большевиками. Одновременно на территорию республики вошли части 11-й Красной Армии. Вся полнота власти в стране перешла к Военно-революционному комитету Азербайджана (Азревкому), в состав которого вошёл Султанов. Он был назначен наркомом внутренних дел, оставаясь на этом посту до 1 июня 1921 года.
Приказом № 315 от 19 декабря 1920 года Гамид Султанов также был назначен председателем комиссии при Наркомземе по обсеменению полей в республике.
Он возглавил строительство Джульфа-Бакинской железной дороги, которая проектировалась ещё до Первой мировой войны. Газета «Бакинский рабочий» 30 мая 1924 года писала, что Султанов «сдвинул с мёртвой точки строительство Джульфа-Бакинской железной дороги». Построенная железная дорога соединила Нахичеванский край с Баку.
Расстрелян 21 января 1938 года.

## Личная жизнь
Гамид Султанов был женат на Айне Мусабековой, сестре Газанфара Мусабекова, революционерке, наркоме юстиции. Она также была расстреляна.

## Память

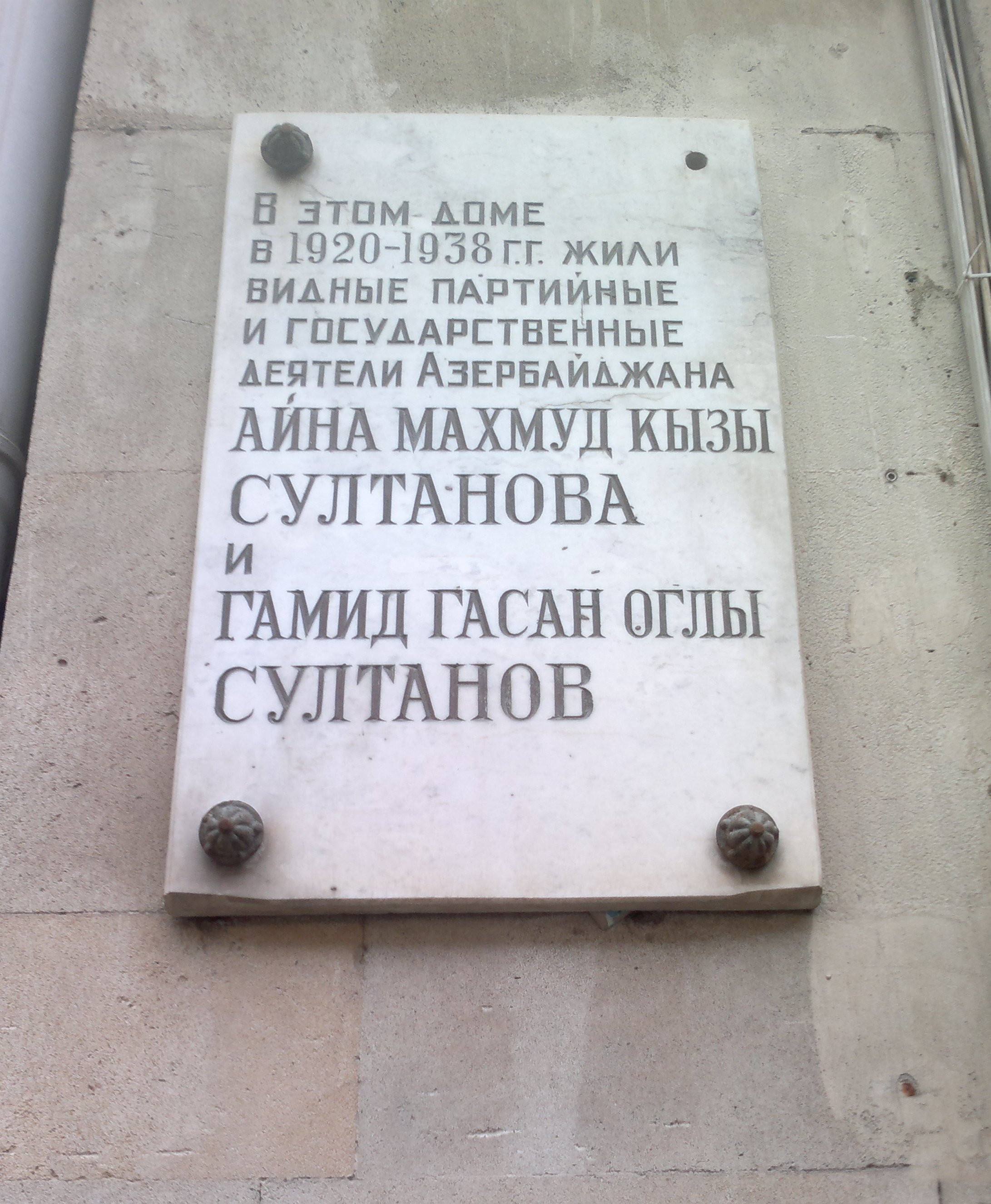
Мемориальная доска на стене здания посольства Ирана в Баку, в котором жили Айна и Гамид Султановы

На стене дома в Баку, в котором жил Гамид Султанов установлена мемориальная доска (ныне в этом здании по улице Буниата Сардарова расположено посольство Ирана в Баку).

## Награды
- Орден Красного Знамени Азербайджанской ССР № 3 (1921)[4][5]